# Astéroïdes troyens de Mars

Les groupes de troyens (vert) et (bleu clair) des troyens de Mars et de Jupiter avec les orbites des deux planètes. Mars est représentée en rouge et Jupiter en gris sur l'orbite externe.

Les astéroïdes troyens de Mars sont un groupe d'astéroïdes qui partagent l'orbite de la planète Mars, aux alentours des points de Lagrange L4 et L5 du système Soleil-Mars situés respectivement 60° en avance ou 60° en retard sur Mars.
Au 19 juillet 2024, le Centre des planètes mineures recense 16 troyens de Mars : 2 gravitant autour du point de Lagrange L4 et 14 autour du point de Lagrange L5.

## Historique
L'astéroïde 1990 MB, par la suite nommé (5261) Eurêka, est découvert par David H. Levy et Henry E. Holt en juin 1990. Son caractère troyen est rapidement établi et présenté en octobre 1990. C'est alors le premier astéroïde troyen à être identifié sur l'orbite d'une autre planète que Jupiter. Un second, (101429) 1998 VF31, est clairement identifié en 1998. Ces deux astéroïdes gravitent au niveau du point de Lagrange L5. Le premier troyen de Mars en L4 est identifié en 1999 : (121514) 1999 UJ7. Par la suite, six nouveaux troyens de Mars, tous en L5, sont découverts puis confirmés entre 2001 et 2014,.

## Famille d'Eurêka
L'hypothèse d'une famille parmi les troyens gravitant en L5 est formulée en 2013 et ce parallèlement par les astronomes espagnols Carlos et Raúl de la Fuente Marcos et par l'astronome anglais Apostolos Christou. Elle est classiquement nommée famille d'Eurêka, d'après son membre à la fois le plus grand et de plus petit numéro. Il est aujourd'hui établi qu'elle regroupe 12 des 14 astéroïdes gravitant en L5,,.

## Liste
| Astéroïde           | Point de Lagrange | Famille          | Magnitude absolue | Diamètre moyen | Découverte | Fiche MPC                               |
| ------------------- | ----------------- | ---------------- | ----------------- | -------------- | ---------- | --------------------------------------- |
| (121514) 1999 UJ7   | L4                | /                | 17,2              |                | 1999       | (en) « MPC », sur minorplanetcenter.net |
| 2023 FW14           | L4                | /                | 21,6              |                | 2023       | (en) « MPC », sur minorplanetcenter.net |
| (5261) Eurêka       | L5                | Famille d'Eurêka | 16,1              |                | 1990       | (en) « MPC », sur minorplanetcenter.net |
| (311999) 2007 NS2   | L5                | Famille d'Eurêka | 18,1              |                | 2007       | (en) « MPC », sur minorplanetcenter.net |
| (385250) 2001 DH47  | L5                | Famille d'Eurêka | 18,8              |                | 2001       | (en) « MPC », sur minorplanetcenter.net |
| (816688) 2011 SC191 | L5                | Famille d'Eurêka | 19,4              |                | 2003       | (en) « MPC », sur minorplanetcenter.net |
| 2009 SE             | L5                | Famille d'Eurêka | 19,9              |                |            | (en) « MPC », sur minorplanetcenter.net |
| 2011 SL25           | L5                | Famille d'Eurêka | 19,5              |                | 2011       | (en) « MPC », sur minorplanetcenter.net |
| 2011 SP189          | L5                | Famille d'Eurêka | 20,9              |                |            | (en) « MPC », sur minorplanetcenter.net |
| 2011 UN63           | L5                | Famille d'Eurêka | 19,7              |                | 2009       | (en) « MPC », sur minorplanetcenter.net |
| 2011 UB256          | L5                | Famille d'Eurêka | 19,9              |                | 2011       | (en) « MPC », sur minorplanetcenter.net |
| 2016 CP31           | L5                | Famille d'Eurêka | 19,4              |                |            | (en) « MPC », sur minorplanetcenter.net |
| 2018 EC4            | L5                | Famille d'Eurêka | 20,0              |                |            | (en) « MPC », sur minorplanetcenter.net |
| 2018 FC4            | L5                | Famille d'Eurêka | 21,2              |                |            | (en) « MPC », sur minorplanetcenter.net |
| (101429) 1998 VF31  | L5                | /                | 17,2              |                | 1998       | (en) « MPC », sur minorplanetcenter.net |
| 2018 FM29           | L5                | /                | 21,2              |                |            | (en) « MPC », sur minorplanetcenter.net |